# Трипілля. Забута цивілізація Старої Європи
Трипілля. Забута цивілізація Старої Європи — український документальний фільм про цивілізацію трипільців.

## Інформація про фільм
Територія України часів Старого Світу. П'ять з половиною тисяч років до нової ери. У межиріччя Дніпра, Південного Бугу та Дністра приходить народ, який вирізняється з-поміж інших високим знанням землеробства, володіє технікою будування двоповерхових жител, знається на місячному календарі, вірить у тривимірність світу і поклоняється Великій Богині-Матері та Сонцю.
Дві з половиною тисячі років цей народ успішно розвиватиметься, розширюючи свій життєвий простір. А потім безслідно зникне. Мине чотири тисячі років, і археологи випадково натраплять на сліди життя давнього землероба. Вражені дослідники охрестять знахідку трипільською археологічною культурою і зарахують її до однієї з перших цивілізацій Старої Європи.